# Augathella
Augathella – miasto w Australii, w stanie Queensland.